# Втрати 102-го мотострілецького полку (РФ)
У статті наведено подробиці поіменних втрат 102-го мотострілецького полку,  збройних сил РФ у різних війнах.

## Російсько-українська війна
| п/п | Прізвище, ім'я, по-батькові                                               | Звання                | Дата народження | Дата смерті | Місце смерті                     |
| --- | ------------------------------------------------------------------------- | --------------------- | --------------- | ----------- | -------------------------------- |
| 1.  | Арзамаков Сослан Абуєвич (рос. Арсамаков Сослан Абуевич)                  |                       | 21.11.1986      | 26.02.2022  | Маріуполь                        |
| 2.  | Івакін Сергій Олегович (рос. Ивакин Сергей Олегович)                      |                       | 23.11.1987      | 28.02.2022  |                                  |
| 3.  | Бєлашев Дмитро Олександрович (рос. Белашев Дмитрий Александрович)         | рядовий               | 26.03.2002      | 28.02.2022  |                                  |
| 4.  | Фарзалієв Гаджимурад Фарзалійович (рос. Фарзалиев Гаджимурад Фарзалиевич) | старшина              |                 | 03.03.2022  |                                  |
| 5.  | Вахітов Матвій Михайлович (рос. Вахитов Матвей Михайлович)                | рядовой               | 19.11.2001      | 06.03.2022  | Волноваха                        |
| 6.  | Калянов Іван Борисович (рос. Калянов Иван Борисович)                      | старшина              | 22.08.1982      | 06.03.2022  | Маріуполь                        |
| 7.  | Алямкін Євген Олександрович (рос. Алямкин Евгений Александрович)          | сержант               | 20.06.1998      | 06.03.2022  |                                  |
| 8.  | Бабінцев Андрій Миколайович (рос. Бабинцев Андрей Николаевич)             | єфрейтор              | 22.06.2001      | 06.03.2022  | Маріуполь                        |
| 9.  | Черкасов Євген Миколайович (рос. Черкасов Евгений Николаевич)             | механік-водій танку   | 16.04.2000      | 06.03.2022  | Маріуполь                        |
| 10. | Максимчук Віктор Олександрович (рос. Максимчук Виктор Александрович)      | майор, командир полку | 14.10.1978      | 07.03.2022  | Маріуполь                        |
| 11. | Дзантієв Аслан Олегович (рос. Дзантиев Аслан Олегович)                    | капітан               | 09.10.1988      | 07.03.2022  | Маріуполь                        |
| 12. | Кирилін Микита Володимирович (рос. Кирилин Никита Владимирович)           | молодший сержант      | 31.08.1999      | 11.03.2022  | Маріуполь                        |
| 13. | Гаджиєв Малік Гаджиібрагімович (рос. Гаджиев Малик Гаджиибрагимович)      | сержант               | 01.12.1980      | 12.03.2022  | Маріуполь                        |
| 14. | Хугаєв Радислав Вадимович (рос. Хугаев Радислав Вадимович)                | сержант               | 24.07.1988      | 18.03.2022  | Маріуполь                        |
| 15. | Брилін Іван Валерійович (рос. Брылин Иван Валерьевич)                     | капітан               | 17.10.1988      | 16.04.2022  |                                  |
| 16. | Магомедов Шаміль Ісрапілович (рос. Магомедов Шамиль Исрапилович)          | старший лейтенант     | 27.05.1981      | 21.05.2022  | с. Комишуваха, Луганська область |
| 17. | Бовдуй Олександр Васильович (рос. Бовдуй Александр Васильевич)            | старший лейтенант     | 17.03.1996      | 21.07.2022  | с. Іванівка (Сватівський район)  |
| 18. | Лемеш Вадим В'ячеславович (рос. Лемеш Вадим Вячеславович)                 | майор                 | 24.08.1987      | 06.08.2022  | Мар'їнка                         |
| 19. | Чернов Денис Олексійович (рос. Чернов Денис Алексеевич)                   | рядовий               | 08.08.1978      | 01.09.2022  | Мар'їнка                         |
| 20. | Габбасов Наїль Рінатович (рос. Габбасов Наиль Ринатович)                  | лейтенант             | 17.05.2000      | 28.01.2023  | Мар'їнка                         |
| 21. | Шакіров Булат Фарітович (рос. Шакиров Булат Фаритович)                    | рядовий               | 21.01.2002      | 02.03.2023  | Бахмут                           |
| 22. | Кадін Андрій Володимирович (рос. Кадин Андрей Владимирович)               | рядовий               | 24.12.1999      | 15.02.2023  |                                  |
| 23. | Гараєв Ідріс Фідарисович (рос. Гараев Идрис Фидарисович)                  | рядовий               | 06.11.1999      | 16.10.2023  |                                  |
| 24. | Пашинський Валерій Вікторович (рос. Пашинский Валерий Викторович)         | старшина I статті     | 01.10.1986      | 03.03.2024  |                                  |